# Bryggerier i Umeå
Umeås första bryggeri grundades 1853 under namnet Umeå Bryggeribolag. Detta bryggeri var beläget på stadskajen vid Umeälven i centrala Umeå, där nuvarande Tullmagasinet ligger. Det var länge Umeås enda i sitt slag. Bryggeribolagets buteljer tillverkades av Strömbäcks glasbruk någon mil söder om tätorten, och bolaget drev i staden även så kallade ”Bierstugor” där man serverade öl.
År 1869 ombildades bolaget till aktiebolag under namnet Umeå Bryggeriaktiebolag. Samma år startades tvärs över älven på Teg stadens andra bryggeri, Westerbottens Bryggeriaktiebolag, som kunde erbjuda porter, bayerskt öl och svagdricka. Som sig bör anställde det senare bolaget en bayersk bryggmästare, tysken Josef Arnberger, vars bror drev Gefle Ångbryggeri. Amberger arbetade som bryggmästare fram till sin död 1877, då sonen Wolfgang Amberger tog över.

## Stadsbranden 1888
När rådhusets klockor började ringa mitt på midsommardagen den 25 juni 1888 hade en brand redan börjat spridas österut i vinden. Det gamla bryggeriet i stan var redan övertänt, och på tegssidan av älven hade branden fått fäste i de båda skeppsvarven, Scharinska varvet och Oskarsvarvet. Tegsborna fick inrikta sig på att först rädda tjärhovet – upplagsplats för tjärtunnor som skulle gå på export – och sedan vinden vänt från ostlig till västlig även grannfastigheten Westerbottens bryggeri, där man lyckades släcka flera mindre bränder.

### Rättegångar, förtal och brist på bevis

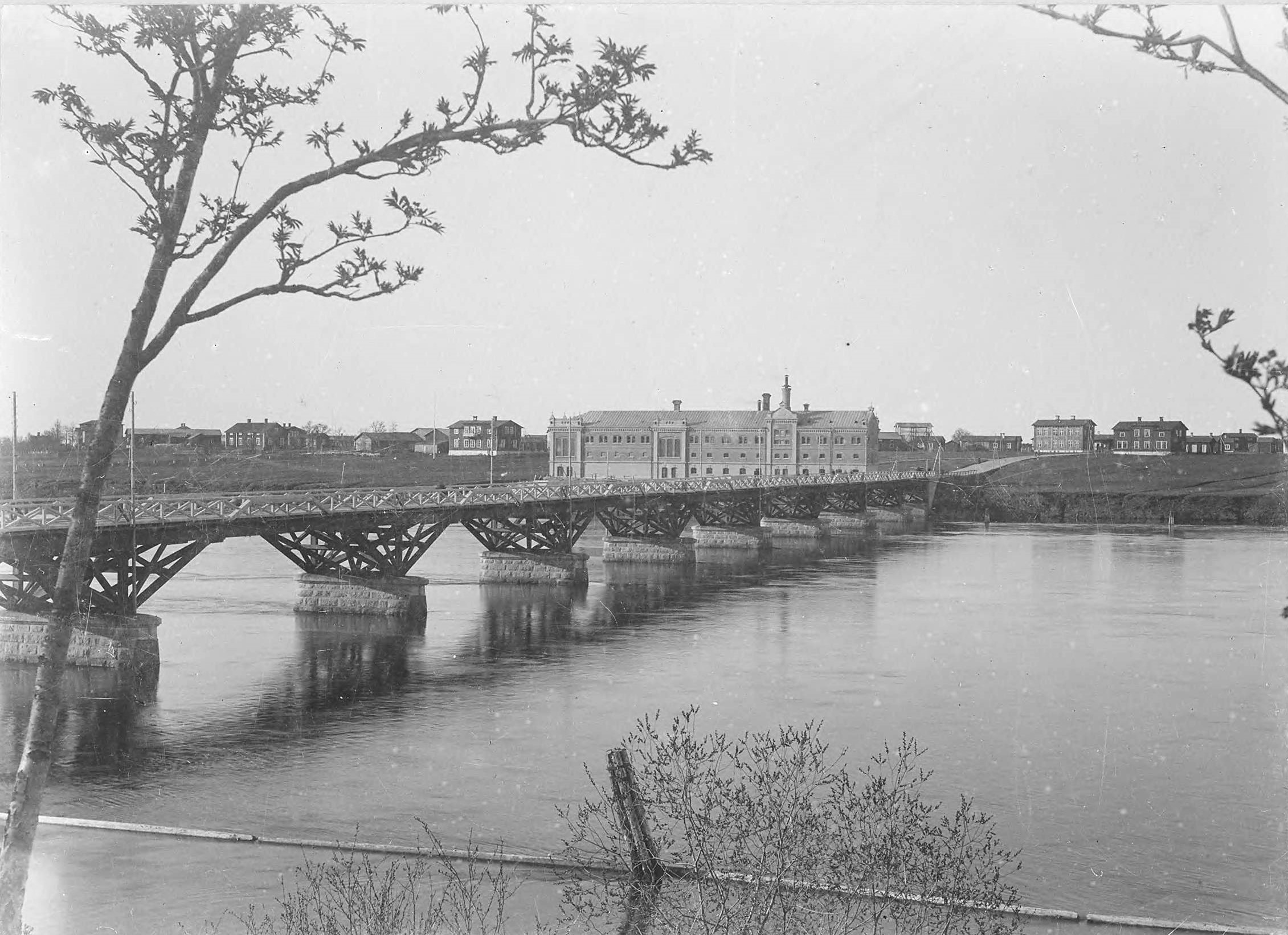
Gamla bron över Umeälven till Teg, på 1890-talet. I bakgrunden Umeå Ångbryggeri.

Snart började det dock spridas rykten om att branden skulle ha varit anlagd, och det kallades till urtima (extra) ting vid Umeå stads tingshus den 7 juli, då två inresta hantverkare förhördes, och senare häktades. De släpptes efter några veckor i brist på bevis. Några månader senare häktades istället bryggmästare Ambergers hustru Beda, som fick tillbringa nästan en månad på länscellfängelset, innan även hon släpptes i brist på bevis den 20 november 1888. Vid det laget var även maken Wolfgang häktad, men också han frikändes, den 5 december. Istället ställdes två personer som spridit rykten om paret Amberger inför rätta för mened, men båda frikändes i brist på bevis.
År 1891, tre år efter branden, återuppstod Umeå Bryggeriaktiebolag i en ny byggnad vid Tegsbrons södra fäste, inte långt från Ambergers bryggeri, under namnet Umeå Ångbryggeri AB.  Samma år moderniserades Westerbottens Bryggeri till ångbryggeri, men Amberger valde år 1900 ändå att sälja sitt bryggeri och ta jobb som föreståndare för bryggeriets filial i Holmsund. Westerbottens Bryggeri drevs vidare till juni 1914, då bolaget försattes i konkurs. Bryggeriet revs 1917 och tomten uppläts till ett egnahemsområde.

## 1900-tal
Berghems & Holmsunds Bryggeri bildades 1942 sedan bryggaren Karl Johansson köpt Berghems bryggeri (etablerat 1933), som var beläget nedanför Hamrinsberget, ungefär där cykelbron Svingen nu förenar Öst på stan med sjukhusområdet. Johansson ägde sedan 1928 även Lövö bryggeri i Holmsund (etablerat 1901), och det var där man – vid sidan av läsksorter som Pommac, Loranga och Trocadero – började brygga svagdricka – en av den tidens mest populära drycker. När drycken var som störst producerades 15 000 liter svagdricka i veckan. Distributionen sköttes fram till 1970-talet med hjälp av ett dussintal små lastbilar, som inte bara turnerade i Umeå stad utan också besökte närliggande orter som Holmsund, Obbola och Täfteå. I början av 1960-talet övertogs de båda bryggerierna av Johanssons söner, som drev dem vidare till slutet av 1970-talet.
År 1973 övertogs Umeå Ångbryggeri av TILL-bryggerierna i Östersund, som 1991 gick samman med bryggeriet Falcon, men verksamheten i på Teg upphörde 1997 och flyttades till före detta fläktfabrikens lokaler i Holmsund. Planer fanns på att bygga om den gamla bryggerilokalen på Teg till ett äldreboende, men huset var i för dåligt skick och revs 2003. Istället byggdes ett nytt hus vars yttre ska påminna om 1891 års byggnad.
Åren 1931–1953 fanns det också ett bryggeri på Grisbacka, där Leo Andersson och Helge Plogner drev Nya Bryggeriet med fokus på svagdricka och läskedrycker.
Mellanölsförbudet 1977 missgynnade många mindre bryggerier och bryggeribranschen koncentrerades under några år till statliga Pripps, som senare såldes till Volvo. En vändning kom när Grängesbergs Bryggerier bytte namn till Spendrups och när Åre Bryggeri 1990, som första bryggeri i Sverige på 53 år, erhöll tillstånd att brygga starköl. EU-inträdet och ett ökat intresse för andra öltyper än lager stimulerade bildandet av mindre så kallade mikrobryggerier, av vilka några – som Jämtlands Bryggeri och Nils Oscar Bryggeri och Bränneri – överlevt in på 2000-talet. 

## 2000-tal: hantverksöl och mikrobryggerier

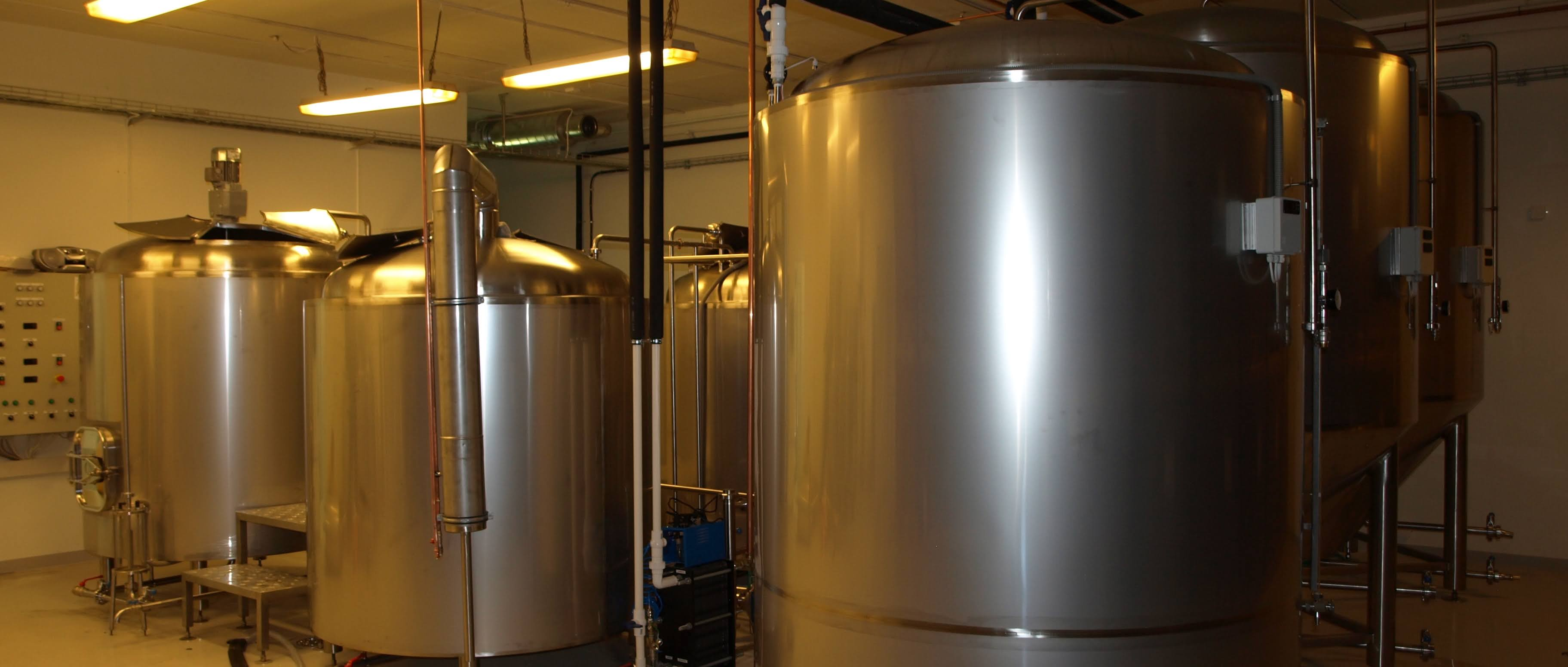
Bryggeritankar.

En inspirationskälla för många lokala bryggare var den engelske ölexperten Darren Packman, som bott i Umeå sedan millennieskiftet och år 2009 drog igång webbplatsen BeerSweden. Packman var också en av grundarna till bryggeriet Beer Studio, som startades 2013 i ett garage i Umeå och sedan huserade i lokaler på Östteg.
I januari 2023 tog Hammars Bryggeri från Askersund över som ny ägare. Beer Studio försattes i slutet av 2023 i konkurs, och verksamheten upphörde våren 2024.
Det första mikrobryggeriet i Umeåregionen var annars U&ME Beer, som startade år 2010 och lanserade sin Upa – Umeå pale ale – hösten 2011. Sommaren 2024 är kompisgänget fortfarande verksamma i lokaler Öst på stan där de tillverkar ett tiotal sorter.
I september 2013 startade Björkstadens Bryggeri i anslutning till Lottas Krog & Pub på Nygatan i centrala Umeå, där det tillverkas ett dussintal ölsorter varav en handfull brukar finnas på tapp i den egna baren.

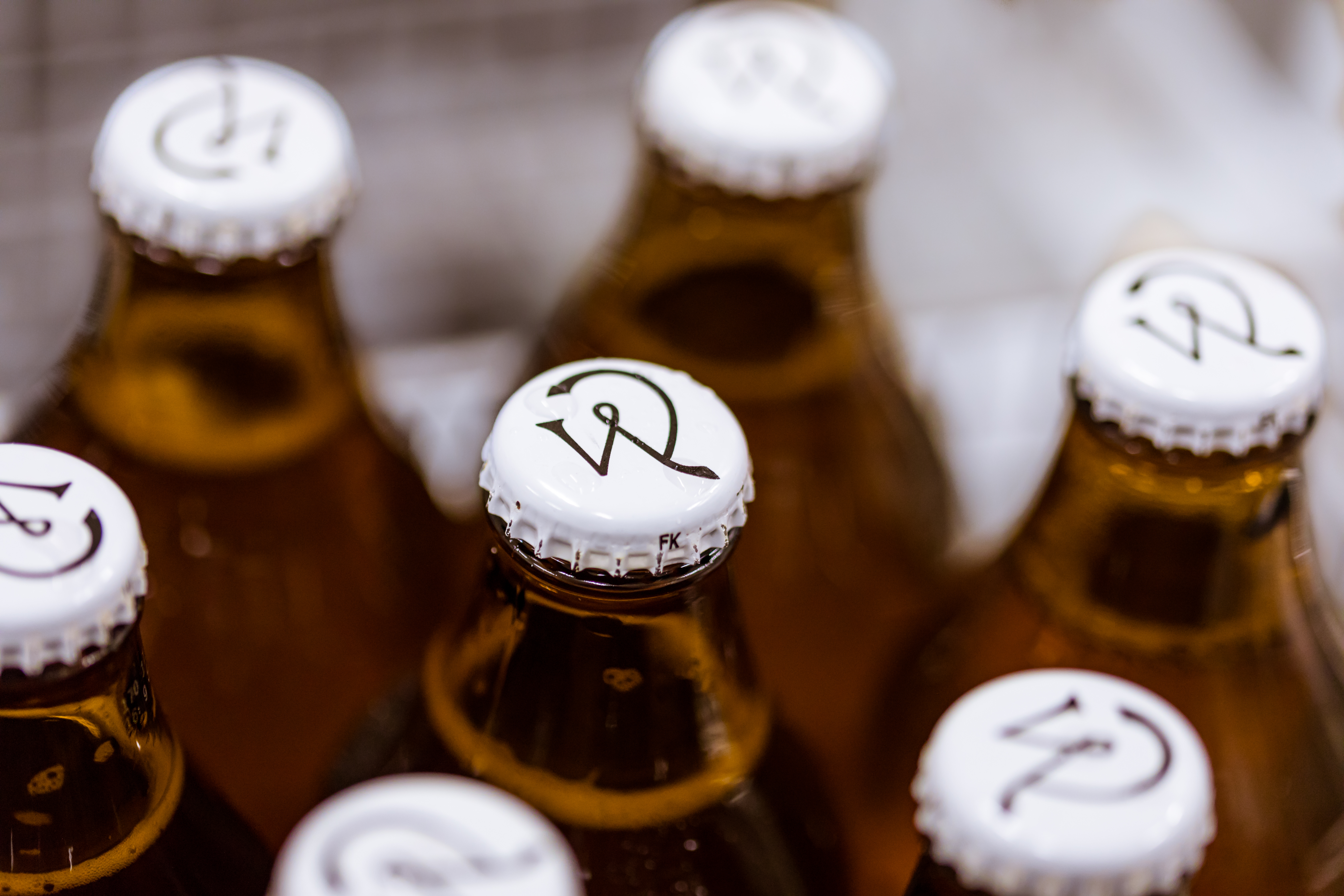
Flasköl med kapsyl, från Westerbottens bryggeri.

I början av 2000-talet började några kamrater brygga öl i en källare på Boställsvägen på Västteg. Bryggandet gick allt bättre och 2014 kunde de starta (nya) Westerbottens Bryggeri i ett hus som tidigare inrymt en telestation och senare ett bageri i Sävar, strax norr om Umeå. Bryggeriet tillverkar många slags öl, som ges "västerbottniska" namn som Fjäderägg, Malgomaj, Röbäck och Snöan.
Samma år startade Bryggverket ett bryggeri i Stöcksjö, strax söder om Umeå, men verksamheten har senare flyttats till Västerslätt i Umeå. År 2019 gick det Västerbottensbaserade företaget Förenade Matfabrikanterna in som delägare, och i april 2024 tog Piteå-bryggeriet This is How över som huvudägare i Bryggverket. Tillsammans är de båda företagen ett av Norra Sveriges största bryggerier.
År 2019 startades Umeå Brewing Company & Event som sidoverksamhet till Zillers brasserie & bar vid Gamla fängelset, men båda företagen drabbades hårt under Corona-epidemin och begärdes i konkurs 2021.

## Ölmässor
Hösten 2016 var det premiär för den årliga ölmässan Nolia Beer på Nolia-området – som från 2023 hålls under namnet Umeå Beer & Taste. Sedan våren 2024 arrangeras Umeå Beer Festival I Umeå Folkets hus.